# Волоконівка (Чернянський район)
Волоконівка (рос. Волоконовка) — село Чернянського району Бєлгородської області Росії. Населення 613 чоловік. Знаходилося в межах української етнічної території — Східна Слобожанщина, Подоння. — Східна Слобожанщина, Подоння.

## Історія
Виникло село у XVII столітті. Десята ревізія переписала у «селі Волоконово» «750 душ чоловічої статі».
Згідно з переписом 1862 року у слободі Волоконовке (Волконськая) Казаченськой волості, Старооськільського повіту, дворів 162, жителів 1462.
У 1877 році — дворів 217, жителів 1791.
У 1885 року у слободі Волоконово — 231 двір, 1638 жителів (848 чол. і 790 жін.). З них грамотних 36 чоловіків і один хлопчик вчиться (від села до школи 17 верст). У селян Волоконова — 424 коня , 233 корови з 120 телятами, 1157 овець, 112 свиней. У шести дворах тримали бджіл — 53 вулики.
По документах 1890 року — слобода в Казачанськой волості Старооськільського повіту, в 32 верстах від міста повіту — 1552 жителів.
Після підписання Брестського миру, з квітня 1918 по січень 1919 р. Волоконівка була складовою частиною Української Держави гетьмана П. П. Скоропадського, земський центр м. Острогожськ, земля Подоння, Харківської губернії, Українська народна республіка (У Н Р). Після встановлення Директорії в Україні селище 1918–1919 рр. контролювалося Українською Народною Республікою провінція Подоння.
З 1923 р. по 1933 р. у слободі як і скрізь в україномовних поселеннях Чернянського району здійснювалася державна політика українізації в Центральному Черноземье, де проживало більше 1 500 000 українців. Українізація передбачала вивчення і застосування в повсякденному житті, у школі та на державній службі української мови в тих районах де проживало понад 50% українців підлягав повної українізації. У Чернянському району на українську мову переходили ті селища (слободи й хутори) які розмовляли українською мовою (слободи: Чернянка, Ольшанка, Орлик, Холки, Троіцка (с. Малотроіцке), Волоконівка, Морквіно, Раївка, Воскресенська (с. Воскресенівка) Маслівка (с. Єздочне), Нова Маслівка (с. Новомаслівка), Станова (с. Станове), Петропавлівка, Суха Ольшанка і хутора Великий (с. Большоє), Малий, Александрет (Бородін), Бакланів (Бакланівка), Слов'янка, Петровський, Андріївський (Андрєєвка), Грязна Потудань (Новорєчьє), Луб'яний (с. Луб'яне), Орєхова Яруга (Бабаніно), Троіцкий (Хитрово), Новоселівка, Олександрівський (Олександрівка), Яблонов (с. Яблоново), Алпєєвка і Красний Острів, всього 14 слобід і 16 хуторів).
З липня 1928 року село Волоконівка — центр і єдиний населений пункт Волоконівської сільської ради у Чернянськом районі.
У 1931 р. у с. Волоконівка — 1817 жителів.
У 1941 році у с. Волоконівка було 279 дворів.
Під час Великої Вітчизняної війни німці зайняли Волоконівку 2 липня 1942 р. Боїв в селі не було, і німців швидко змінили «угорці» — угорські частини. Вони грабували мирних жителів, організували вивіз колгоспного зерна. Радянські воїни увійшли до села 27 січня 1943 р. У післявоєнні роки місцевий колгосп «Паризька Комуна» побудував невелику ГЕС і цегельний завод. Зі «своєї» цеглини у селі побудували тракторну майстерню, гараж, корівник і свинарник, колгоспну контору і школу. У 1950-і роки у Волоконівську сільраду входило три села, село і хутір.
На 17 січня 1979 р. у с. Волоконівка — 760 жителів.
На 12 січня 1989 р. — 724 (309 чоловіків, 415 жінок).
У 2007 році — 657 жителів.